# زوري لورانس
زوري لورانس (بالإنجليزية: Zuri Lawrence)‏ مواليد 22 يونيو 1970 في بكبسي، نيويورك، الولايات المتحدة، هو ملاكم محترف أمريكي يصنف ضمن فئة الوزن الثقيل.

## المسيرة الاحترافية
من نزالاته:
- خسر أمام جيسون إسترادا بالضربة الفنية القاضية (2009/09/02).
- خسر أمام حازم رحمن بالضربة الفنية القاضية (2007/11/15).
- خسر أمام دومينيك جوينن بالضربة الفنية القاضية (2007/02/02).
- انتصر على جميل مكلين (2005/10/21).
- خسر أمام سلطان إبراهيموف بالضربة الفنية القاضية (2005/04/22).
- تعادل مع راي أوستن (2003/02/15).
- خسر أمام توني تومسون (ملاكم) بالضربة الفنية القاضية (2002/10/20).
- انتصر على باولو فيدوز (2002/08/17).
- انتصر على لويس موناكو (2001/05/04).
- انتصر على دارول ويلسون (1999/09/02).

## إحصائيات
خاض خلال مسيرته 44 نزالا، فاز في 24 وتعادل في 4 وخسر في 15.

## روابط خارجية
- زوري لورانس على موقع بوكس ريك (الإنجليزية) (registration required)